# 格拉托
格拉托（法語：Gratot，法語發音：[ɡʁato]）是法国芒什省的一个市镇，属于库唐斯区。

## 地理
格拉托（49°4'7"N, 1°29'45"W）面积10.73 平方千米，位于法国诺曼底大区芒什省，该省份为法国西北部沿海省份，西、北、东北三面环大西洋，东起顺时针与卡爾瓦多斯省、奧恩省、马耶讷省和伊勒-维莱讷省接壤。
与格拉托接壤的市镇（或旧市镇、城区）包括：布兰维尔、滨海布兰维尔、布里克维尔-拉布卢埃特、库唐斯、蒙蒂雄、圣马洛德拉朗德、谢讷河畔图维尔、拉旺德莱、滨海古维尔。

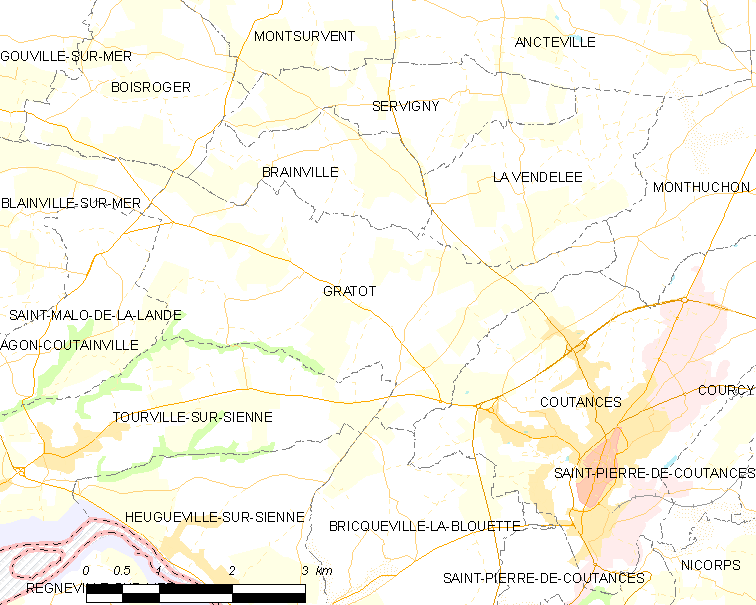
格拉托的OSM定位图

格拉托的时区为UTC+01:00、UTC+02:00（夏令时）。

## 行政
格拉托的邮政编码为50200，INSEE市镇编码为50219。

## 政治
格拉托所属的省级选区为库唐斯县。

## 人口

1962-2008年间格拉托人口变化图示

格拉托于2022年1月1日时的人口数量为674人。